# Kielnagelgalagos
Die Kielnagelgalagos (Euoticus) sind eine Primatengattung aus der Familie der Galagos (Galagonidae). Die Gattung umfasst zwei Arten, den Nördlichen und den Südlichen Kielnagelgalago, die in einem kleinen Gebiet im mittleren Afrika leben.

## Merkmale
Mit einer Kopfrumpflänge von 18 bis 21 Zentimetern, einer Schwanzlänge von 28 bis 31 Zentimetern und einem Gewicht von 270 bis 360 Gramm zählen Kielnagelgalagos zu den größeren Vertretern ihrer Familie. Ihr dichtes, weiches Fell ist gelbgrau bis rotbraun gefärbt, die Unterseite ist etwas heller. Namensgebendes Merkmal sind die seitlich gedrungenen, „kielförmigen“ Nägel, die vorne zugespitzt sind, nur der erste Finger hat flache Nägel. Diese Nägel sind Anpassungen an ihre aus Baumsäften bestehende Ernährung, ebenso wie die breiten Hände und Füße sowie das Gebiss: Die oberen Schneidezähne stehen nach vorne, die unteren Schneidezähne sind verlängert und die vorderen Prämolaren sind eckzahnartig vergrößert. Die Augen und Ohren sind wie bei allen Galagos sehr groß.

## Verbreitung und Lebensraum
Kielnagelgalagos sind im mittleren Afrika beheimatet, ihr Verbreitungsgebiet reicht vom südöstlichen Nigeria bis nach Gabun und in die Republik Kongo. Der Fluss Sanaga in Kamerun bildet die Grenze zwischen den beiden Arten. Ihr Lebensraum sind tropische Regenwälder.

## Lebensweise
Kielnagelgalagos leben ausschließlich auf den Bäumen. Sie sind nachtaktiv und schlafen tagsüber zusammengerollt im Blätterwerk. In der Nacht begeben sie sich auf Nahrungssuche, wobei sie sich in Höhen von 5 bis 50 Metern aufhalten und so gut wie nie auf den Boden kommen. Ihre Nahrung besteht vorrangig aus Baumsäften. Die breiten Hände und zugespitzten Nägel dienen dem Festhalten auf der senkrechten Baumrinde, die spezialisierten Zähne zum Annagen der Baumrinde. Insekten machen auch einen Teil ihrer Nahrung aus, Früchte nehmen sie hingegen kaum zu sich.
Während oft zwei bis sieben Tiere den Tag gemeinsam schlafend verbringen, gehen sie des Nachts immer getrennt auf Nahrungssuche. Sie sind territoriale Tiere und markieren ihr Revier mit Urin.

## Systematik
Die Kielnagelgalagos sind die Schwestergruppe aller übrigen Galagos. Mit dem Nördlichen Kielnagelgalago (Euoticus pallidus) und dem Südlichen Kielnagelgalago (Euoticus elegantulus) werden zwei Arten unterschieden. Die beiden Arten unterscheiden sich in der Fellfärbung und in der Morphologie des Penis.